# Kopno
Kopno čine dijelovi Zemlje koji nisu pokriveni oceanima ili drugim vodenim površinama. 
Površina Zemlje je 510.065.284 km2, od čega na kopno otpada 148.939.063 km2 (29 % ukupne površine), a ostalo na vodu). 
Najveći kontinent je Azija koja zauzima 44.309.978 km2 (30 % ukupne kopnene površine). Najveća država svijeta je Rusija koja zauzima oko 12 % površine kopna.

## Poveznice
- Reljef